# Templo de Vespasiano e Tito
Templo de Vespasiano e Tito (em latim: Templum divi Vespasiani; em italiano:  Tempio di Vespasiano) é um templo localizado na porção ocidental do Fórum Romano, entre o Templo da Concórdia e o Templo de Saturno. É dedicado aos deificados Vespasiano e seu filho Tito. Sua construção começou em 79 d.C. com Tito, logo depois de sua ascensão quando seu pai morreu. O irmão de Tito, Domiciano, completou e dedicou o templo ao pai e ao irmão aproximadamente em 87 d.C.

## Importância

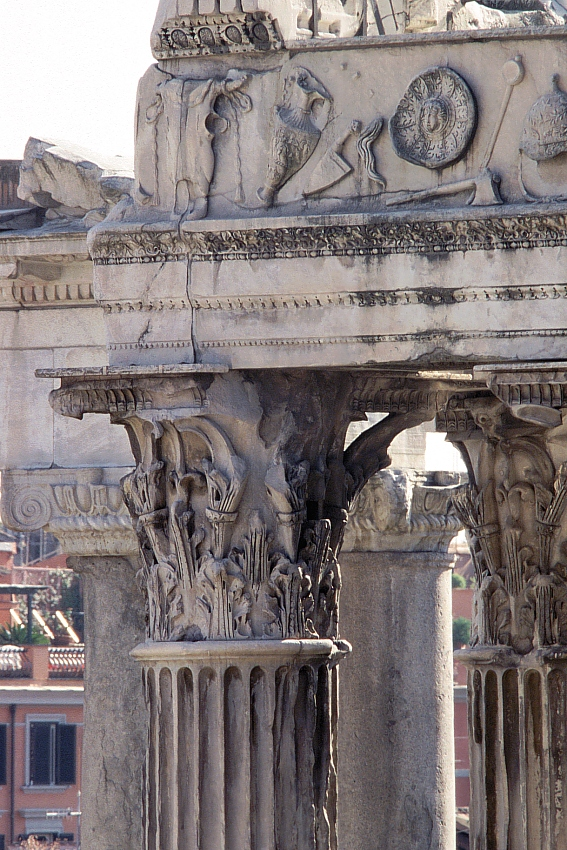
Detalhe do entablamento.

Por toda a história romana, houve uma grande ênfase na fama e na glória do nome da família, geralmente lembradas em monumentos comemorando os mortos ilustres. Por isso, o templo foi construído para homenagear a dinastia Flaviana, a mesma de Vespasiano (r. 69–79), Tito (r. 79–81) e Domiciano (r. 81–96). Historiadores questionam ainda hoje se a relação era boa entre Tito e Domiciano, porém este garantiu a deificação do irmão no culto imperial para exaltar a proeminência do nome dos flavianos. Tito e Vespasiano foram deificados através da cerimônia da apoteose e, ao fazê-lo, a tradição garantia que os cidadãos romanos e seus súditos honrariam os dois (ou pelo menos seus gênios) como deuses romanos. Este culto imperial era tanto um sinal de lealdade ao imperador romano (um gesto político ou diplomático), quanto uma religião formal.

## Estrutura
O Templo de Vespasiano era pseudoperíptero (em que as fileiras de colunas laterais que o envolvem estão embutidas nas paredes da nau) de ordem coríntia, cuja cela era precedida por uma pronau hexastilo flanqueada por duas colunas laterais e guarnecida por um friso na parte superior. Era particularmente estreito por causa do espaço limitado no terreno, medindo 33 metros de comprimento e 22 metros de largura. No apertado espaço entre o templo e o Templo da Concórdia, uma pequena sala de tijolos e concreto, revestida de mármore, com dois andares e coberta por uma abóbada, foi construída encostada na parede do Tabulário e, aparentemente, dedicado a Tito.

## História

### Construção e renovação
Tito começou a construção e presumivelmente terminou a fundação, de concreto e tufo, e o interior do pódio, de mármore branco. Domiciano, porém, assumiu as obras depois da morte de Tito. As paredes internas da cela eram de travertino, revestidas de mármore importado das províncias orientais e muito caros. O interior era muito decorado e os frisos retratavam objetos sagrados que eram utilizados como símbolos ou brasões dos vários colégios (collegium) em Roma. Entre 200 e 205, os imperadores Sétimo Severo e seu filho, Caracala, reformaram o templo.

### História medieval e moderna
O templo sofreu grandes danos durante a Idade Média, particularmente por volta de 1300, na época do papa Bonifácio VIII, e na reforma do Fórum promovida pelo papa Nicolau V, que exigiu a demolição dois dois cantos do templo virados para o Fórum e a reconstrução de sua fachada como uma fortaleza com torres nos cantos. Disso tudo, o que sobrevive hoje é o interior do pódio (como partes do revestimento em peperino), partes da cela (dois fragmentos de suas paredes em travertino e parte do pedestal no fundo onde ficava a estátua sagrada) e três colunas coríntias no canto sudeste do pronau.

## Localização
| Planimetria do Capitólio antigo |
| --- |
| Area capitolina Arx Fórum Romano Fóruns imperiais Velabro Templo de Júpiter Capitolino Tabulário Templo de Juno Moneta Teatro de Marcelo Fórum Holitório Templo de Belona Templo de Júpiter Ferétrio Templo de Vejóvis Auguráculo Iseu Templo de Júpiter Guardião (?) Templo da Concórdia (?) Templo de Júpiter Conservador Cabana de Rômulo Altar Templo Tensário Templo de Júpiter Tonante Clivo Capitolino "Cem Passos" Porta Pandana Templo de Jano Templo de Juno Sóspita Templo de Esperança Templo de Augusto Asilo "Entre Dois Bosques" Vico Jugário Campo de Marte Pórtico dos Deuses Harmoniosos Templo de Vespasiano Templo da Concórdia Tuliano Clivo Argentário Templo de Vênus Ericina Templo de Mente (?) Templo de Fides (?) Templo de Ops (?) Arco de Cipíão Templo de Saturno Basílica Júlia |